# George Olsen

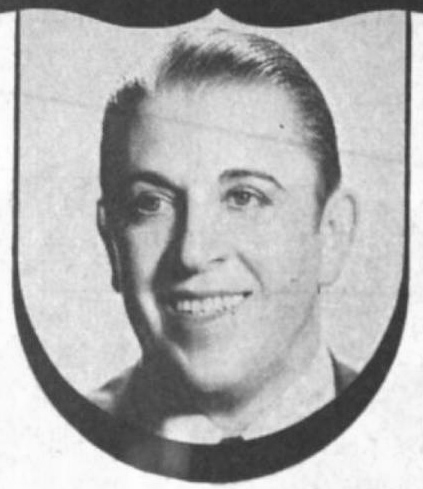
George Olsen

George Olsen (18 de marzo de 1893 – 18 de marzo de 1971) fue un director de orquesta y de big band de nacionalidad estadounidense.

## Biografía
Su nombre completo era George Edward Olsen, Sr., y nació en Portland, Oregón. En sus comienzos estudió en la Universidad de Míchigan, donde fue baterista y tambor mayor. Allí formó su banda, conocida con el nombre de George Olsen and his Music, con la que continuó tocando en la zona de Portland. Posteriormente pasó al circuito de Broadway, actuando en shows como Kid Boots, el Ziegfeld Follies of 1924, y Good News.
George Olsen and his Music fue un prolífico grupo, grabando para Victor Talking Machine Company. Sus discos se encuentran entre los más buscados por los coleccionistas actuales, lo que testifica su fama. Con su orquesta participó en el éxito de Eddie Cantor representado en 1928 en Broadway Whoopee!, así como en la versión cinematográfica rodada en 1930. En el Follies George conoció a la cantante Ethel Shutta, que cantaba y bailaba en Whoopee!, con la cual se casó y con la que actuaba en nightclubs y en la radio. Tuvieron dos hijos, George, Jr. y Charles. Tras divorciarse, Olsen abrió un restaurante en Paramus, Nueva Jersey. Olsen y Shutta actuaron también en el programa radiofónico Oldsmobile Program, de la CBS, en 1933.
Olsen fue contratado por Victor Records en 1924, siendo uno de los grupos de mayor fama del sello hasta el año 1933, en que pasó a ser contratado por Columbia Records. Con esta compañía trabajó hasta enero de 1934. En 1938 grabó para Decca Records, y en 1940 para Varsity Records.
Las bandas de Olsen eran excelentes, pero produjeron pocas estrellas. El cantante y saxofonista Fred MacMurray pasó por la formación de Olsen en 1930 antes de llegar al estrellato cinematográfico, grabando I'm in the Market for You. Quizás el artista más conocido de los que trabajó con Olsen fue el saxo y cantante Fran Frey, que dejó el grupo en 1933 para trabajar como director musical en la radio.
En el año 1936 Olsen pasó a ser el director de la banda de Orville Knapp, tras la muerte del músico en un accidente de aviación. Olsen fue elegido como director por la viuda de Knapp. El grupo tuvo diversos problemas, y en 1938 se disolvió.
Residente en Paramus, Nueva Jersey, George Olsen dirigió en la localidad un popular restaurante durante muchos años, hasta su muerte en dicha población en 1971.